# عود الورد (فلم)
عود الورد هو فيلم موسيقي مغربي من إخراج لحسن زينون سنة 2007، و بطولة كل من محمد مفتاح، سناء العلوي، حنان زهدي، شمس الدين زينون، ثريا جبران وآخرون.

## القصة
في السنوات الأولى من القرن العشرين، تُختطف الفتاة الصغيرة (عود الورد) من بلدتها الصغيرة على أيدي عصابة للرقيق، ويتم بيعها إلى أحد الأثرياء المولعين بالموسيقى؛ ويدعى (محمد)، يعلمها الموسيقى والعزف، تستوعب وتتفنن في الأداء، تعزف على العود في إحدى الحفلات، وتتفوق على أستاذها، ومالكها، الذي يفتن بها، ويقرر الزواج منها، وضمها لحريمه اللائي يشعرن بالغيرة، ويقمن بمضايقتها، ومعاملتها بجفاء وقسوة، حتى من قِبل رئيسة الخدم.

## جوائز وتشريفات
حصل الفيلم على جائزتين خلال الدورة التاسعة للمهرجان الوطني السينمائي بطنجة لسنة 2007، هما: جائزة أحسن دور نسائي وجائزة أحسن دور ثانوي نسائي.

## روابط خارجية
- عود الورد على موقع IMDB